# Gendarmerie militaire polonaise
La Gendarmerie militaire, en polonais Żandarmeria Wojskowa (abrégé ŻW), est une agence militaire chargée de l'application de la loi créée en 1990 en Pologne, en tant qu'élément des forces armées polonaises. 

## Histoire
La police militaire polonaise a ses racines dans plusieurs formations passées dont : l'époque communiste durant laquelle existait le Service militaire interne (Wojskowa Służba Wewnętrzna), le Service de protection de l'insurrection durant la Seconde Guerre mondiale (Wojskowa Służba Ochrony Powstania), la police militaire de l'entre-deux guerres durant la Deuxième République polonaise, les formations des insurrections de janvier et novembre, le duché de Varsovie et finalement certains officiels de la république des Deux Nations. 
En décembre 2011, la Żandarmeria Wojskowa demanda à rejoindre la Force de gendarmerie européenne.

## Sources
- (en) Cet article est partiellement ou en totalité issu de l’article de Wikipédia en anglais intitulé « Military Gendarmerie (Poland) » (voir la liste des auteurs).